# Nate Schierholtz
Nathan John Schierholtz (Spitzname: „Nate“) (* 15. Februar 1984 in Reno, Nevada) ist ein professioneller US-amerikanischer Baseballspieler in der Major League Baseball. Nathans Stammposition ist der des Right Outfielders. Schierholtz wurde in der 2. Runde des MLB-Drafts 2003 von der Baseball-Organisation der San Francisco Giants als Amateur verpflichtet.

## Vereine
Schierholtz spielte seit 2007 in folgenden Baseball-Clubs (Saisons):
- von 2007 bis 2012 bei den San Francisco Giants (Trikot-Nummer 57, später die Nummer 12)
- 2012 bei den Philadelphia Phillies (Nummer 22)
- von 2013 bis 2014 bei den Chicago Cubs (Nummer 19)
- Saisonwechsel 2014 zur Organisation der Washington Nationals (Nate spielt derzeit in der Triple-A bei den Syracuse Chiefs mit der Nummer 17)[1]

## Gehalt

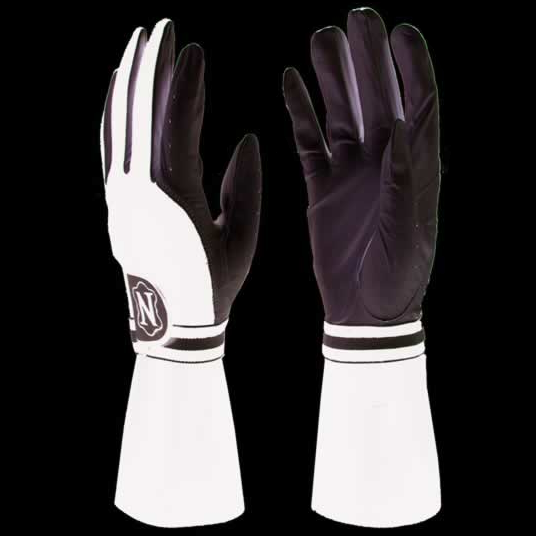
Speziell hergestellte Baseball-Schutzhandschuhe

Nate Schierholtz’ Gehalt beläuft sich seit 2009 auf schätzungsweise 9.800.250 USD.

## Sonstiges
Schierholtz spielte 2008 für die Vereinigten Staaten bei den Olympischen Sommerspielen 2008 in Peking, Volksrepublik China, mit.
Nate Schierholtz ist einer der wenigen professionellen Spieler, die meist ohne spezielle Baseball-Handschuhe (als Batting Gloves bezeichnet), die zwecks Abfederung eines Schlags besonderen Schutz bieten, spielt.